# Richard Bömke
Richard Bömke (* 22. März 1846 in Essen; † 26. März 1907 ebenda) war ein deutscher Kaufmann, Aufsichtsratsvorsitzender der Zeche Friedrich der Große und der Essener Credit-Anstalt, Kommerzienrat und Stadtverordneter der Stadt Essen sowie Mitglied im Provinziallandtag der Rheinprovinz.

## Leben und Wirken

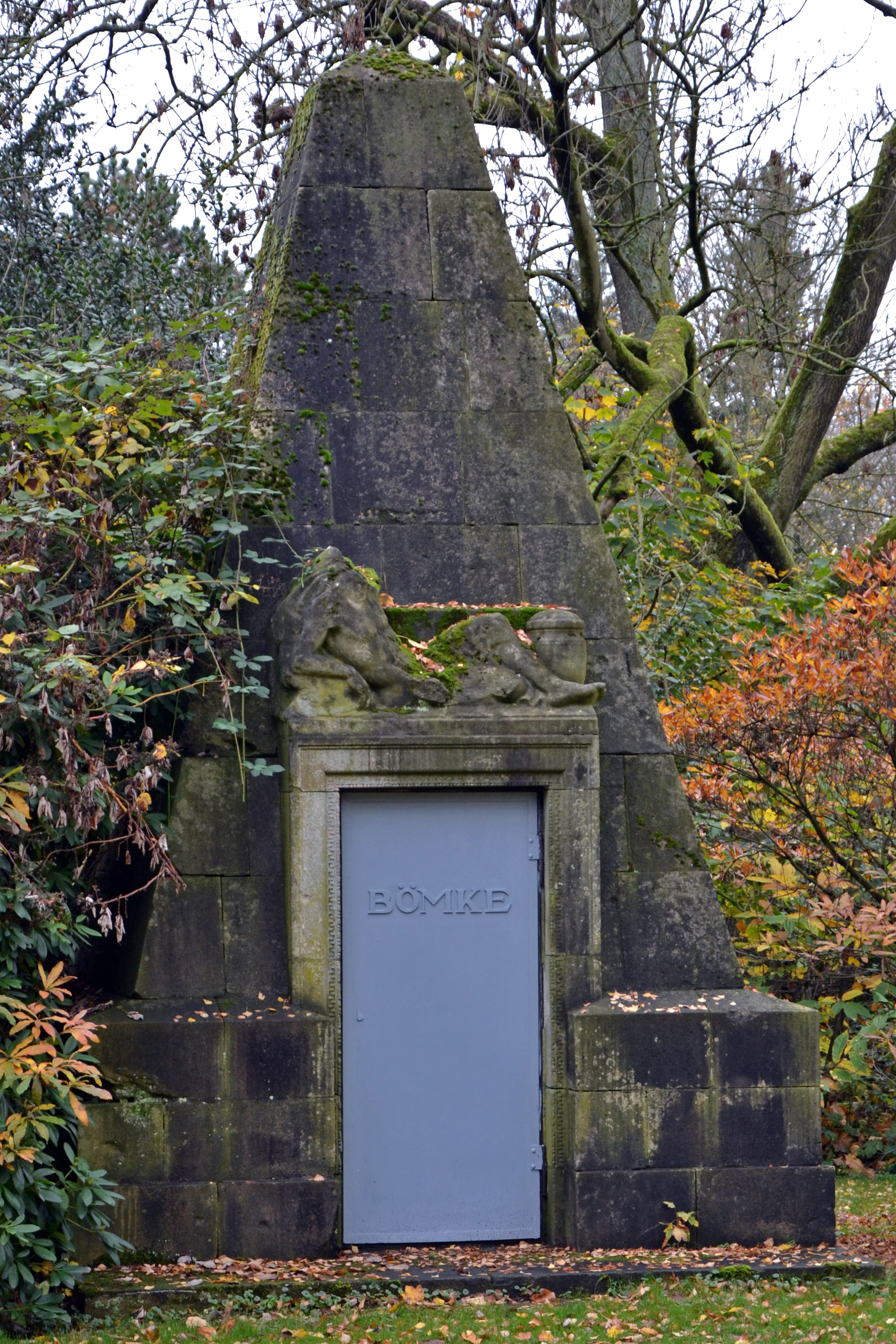
Begehbares Grabmal auf dem Ostfriedhof Essen

Richard Bömke wurde als Sohn eines Kaufmanns in Essen geboren. Nach der Schulausbildung absolvierte er eine kaufmännische Lehre in Lüdenscheid. Darauf folgte eine berufliche Fortbildung in Marseille. 1871 starb sein Vater, dessen Eisen- und Haushaltswarengeschäft Bömke & Grevel in der Viehoferstraße er übernahm. Im September 1885 zog das Geschäft in zwei Ladenlokale in die Kettwiger Straße und in die Akazienallee um. Bömke zeigte sich am aufstrebenden Steinkohlenbergbau im Ruhrgebiet interessiert und erwarb Kuxe und Aktien.
Im Jahr 1884 war Bömke neben Oberbürgermeister Gustav Hache und anderen Mitglied im Kuratorium der Städtischen Taubstummenschule in Essen. Ebenfalls 1884 war er Mitbegründer des Essener Turn- und Fechtclubs ETuF und Vorstandsmitglied in der Essener Abteilung des Deutschen Flottenvereins. In diesem Zeitraum war er zudem Geschworener am Essener Schwurgericht.
Bömke war Mitbegründer und Gesellschafter der Vereinigten Essener Damfziegelwerke in Rüttenscheid. Bei der Essener Credit-Anstalt wurde er 1888 Aufsichtsratsmitglied und um 1905/1906 Vorsitzender des Aufsichtsrates. Mehr als 30 Jahre lang gehörte er dem Stadtverordneten-Kollegium in Essen an und arbeitete in dieser Zeit eng mit Oberbürgermeister Erich Zweigert in der Bau- und Finanzkommission zusammen. Bömke war zudem etwa 30 Jahre lang Mitglied der Finanz- und Baudeputation, deren Mitgliederköpfe in Stein gehauen unter dem Dachgesims an der Marktseite des ehemaligen Essener Rathauses (1878–1964) abgebildet waren.
Zudem engagierte sich Bömke als Presbyter und Repräsentant in der evangelischen Gemeinde und war Vorstandsmitglied im evangelischen Waisenhaus sowie in der Huyssens-Stiftung und der Martin-Wilhelm-Waldthausen-Stiftung. Letztere wurde 1993 mit anderen zur Stiftung für Freibetten zusammengelegt.
Nachdem sich Bömke beim Bau des Essener Saalbaus sehr verdient gemacht hatte, wurde er am 21. September 1898 zum Kommerzienrat ernannt.
Richard Bömke wurde 1907 auf dem Friedhof am Kettwiger Tor beigesetzt. Als dieser 1955 aus städtebaulichen Gründen aufgegeben wurde, überführte man das begehbare Grabmal auf den Essener Ostfriedhof. 1916 wurde in Herne die Bömkestraße nach ihm benannt.